# UEFA Champions League finalen 2020
UEFA Champions League finalen 2020 var en fodboldkamp der blev spillet 23. August 2020. Kampen blev afviklet på Estádio da Luz i Portugals største by Lissabon og vinderen af UEFA Champions League 2019-20 blev fundet. Den var kulminationen på den 65. sæson i Europas fineste klubturnering for hold arrangeret af UEFA, og den 28. finale siden turneringen skiftede navn fra European Champion Clubs' Cup til UEFA Champions League.
FC Bayern München vandt 0-1 over Paris Saint-Germain F.C. Kampen blev spillet for lukkede døre grundet Coronaviruspandemien. Det er FC Bayern Münchens fjerde UEFA Champions League trofæ, syvende hvis man inkluderer European Champion Clubs' Cup.

## Spillested
For anden gang nogensinde blev der den 22. september 2017 startet en åben budproces af UEFA, så landes nationale fodboldforbund kunne byde ind på lokaliteter til afvikling af finalerne i klubkonkurrencefinalerne. (UEFA Champions League, UEFA Europa League, UEFA Women's Champions League og UEFA Super Cup). Forbundene havde indtil 31. oktober 2017 for at udtrykke interesse.
UEFA meddelte den 3. november 2017, at følgende to lokaliteter indgav bud på værtskab af finalen.
- Estádio da Luz, Lissabon
- Atatürk Stadion, Istanbul

Værtsskabet blev afgjort af UEFAs eksekutiv-komité på et møde i Kyiv den 24. maj 2018., hvor tyrkiske Atatürk Stadion blev valgt.
Grundet COVID-19 situationen blev finalen derfor afholdt i Lissabon på Estádio da Luz, som ellers var afskrevet i første omgang. 